# 詹氏脂䲁
詹氏脂䲁（學名：Labrisomus jenkinsi），為輻鰭魚綱䲁形目脂䲁科脂䲁屬的一個種，被IUCN列為易危保育類動物，種名是為了紀念史丹佛大學生理學教授奧利佛·皮布爾斯·詹金斯（Oliver Peebles Jenkins，1850-1935），分布於東南太平洋加拉巴哥群島海域，深度1至5公尺，本魚體壯，頭寬，吻鈍，眼大，鼻孔具觸鬚，每眼上方各有一根分枝的觸鬚，頸背兩側各有一束分枝繁茂的觸鬚，口大略斜，背鰭硬棘與鰭條之間有缺口，側線鱗58-62片，身體呈綠褐色斑駁狀，側面有5-6條散在的黑色橫帶，側面可能有2排白色斑點，尾鰭中部基部有白色條紋，背鰭前部常有眼斑，頭部有多個黑點、黑帶或黑線，繁殖期雄魚側面無明顯斑點，頭部呈橙色，背鰭硬棘18-19枚、背鰭軟條10-11枚、臀鰭硬棘2枚、臀鰭軟條17枚，體長可達13公分，棲息在水淺的岩石區，以無脊椎動物為食，生活習性不明。